# Wykwit gładkościenny

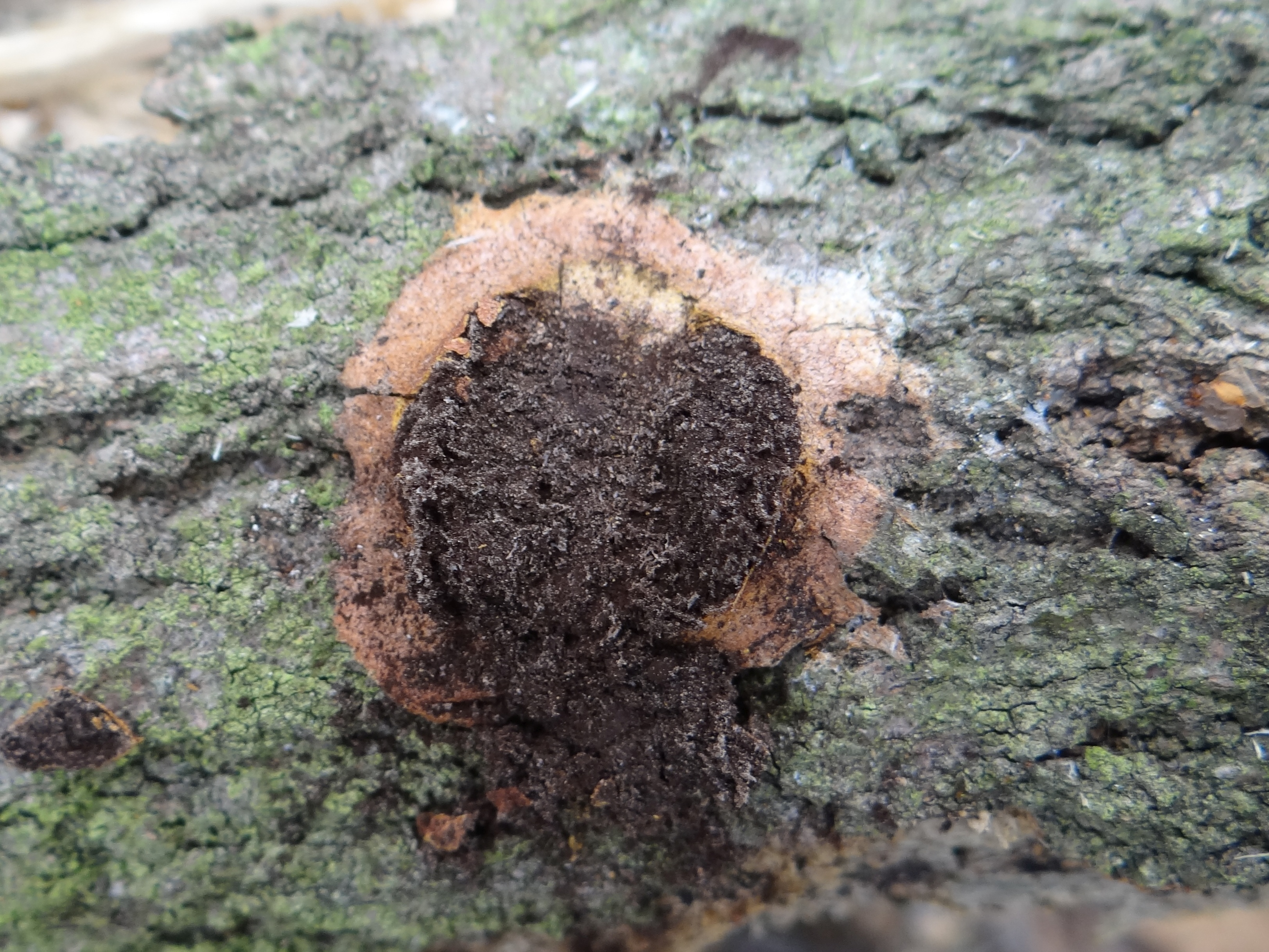
Pęknięta skorupa, widoczna masa zarodników

Wykwit gładkościenny (Fuligo leviderma H. Neubert, Nowotny & K. Baumann) – gatunek śluzowców.

## Systematyka i nazewnictwo
Pozycja w klasyfikacji: Fuligo, Physaraceae, Physarida, Incertae sedis, Myxogastrea, Mycetozoa, Amoebozoa, Protozoa (według Index Fungorum).

## Morfologia
Tworzy pojedyncze plazmodia o średnicy do 5 cm i grubości do 2,5 cm. Mają one okrągławy zarys, są półkuliste i spłaszczone. Otoczone są korą o grubości  50–100 μm. Kora jest zazwyczaj gładka, rzadziej delikatnie kosmkowata, matowa lub nieco  połyskująca i ma barwę czerwonobrązową lub żółtobrązową (rzadziej).  Leżnia jest gładka lub siateczkowata i tej samej barwy co kora.

## Biologia
Plazmodium wykwitu w poszukiwaniu składników pokarmowych powoli porusza się na podłożu za pomocą nibynóżek. Rozmnaża się za pomocą zarodników, które wytwarza w otoczonych celulozową błonką zarodniach. Zarodniki mają dwuwarstwową ścianę, ściana wewnętrzna jest włóknista, zewnętrzna jest gęsta. Podczas kiełkowania zewnętrzna warstwa pęka a przez powstały w niej otwór oraz bardziej elastyczną warstwę wewnętrzną wydobywa się protoplazma zarodników. 
Zarodniki w masie mają barwę od czarnobrązowej do czarnej. Są gęsto brodawkowane i mają rozmiar 7 – 8 μm.

## Występowanie i siedlisko
Jest rozprzestrzeniony na całej półkuli północnej. 
Występuje w lasach, najczęściej w grądach, rzadziej w lasach iglastych. Rozwija się przez cały sezon wegetacyjny.